# 연회장
연회장(宴會場, Banquet hall) 또는 기능실(Function hall), 리셉션 홀(Reception hall)은 대규모 사교 및 비즈니스 행사를 개최하는 데 사용되는 특수 목적실 또는 건물이다. 일반적으로 연회장은 수십 명에서 수백 명의 사람들에게 적시에 식사를 제공할 수 있다. 사람과 조직은 파티, 연회, 피로연 또는 기타 사교 행사를 개최하기 위해 연회장을 임대한다. 기업은 판매 회의, 직원 교육 행사, 직원 시상식 행사, 기업 축하 및 파티를 개최하기 위해 연회장을 임대한다.
연회장은 종종 펍, 나이트클럽, 호텔 또는 레스토랑 내에서 찾을 수 있다.
"기능실"에 대한 최초의 기록된 언급은 1922년에 거슬러 올라간다.
종교나 정부 소속이 없다는 점에서 다른 홀과 차별화된다. 대부분 상업 기업이 운영하지만, 일부 연회장은 사교 단체가 운영하며 건물의 일부이며, 예를 들어 메이슨 홀과 같이 일반 대중이 임대할 수 있다.

## 갤러리

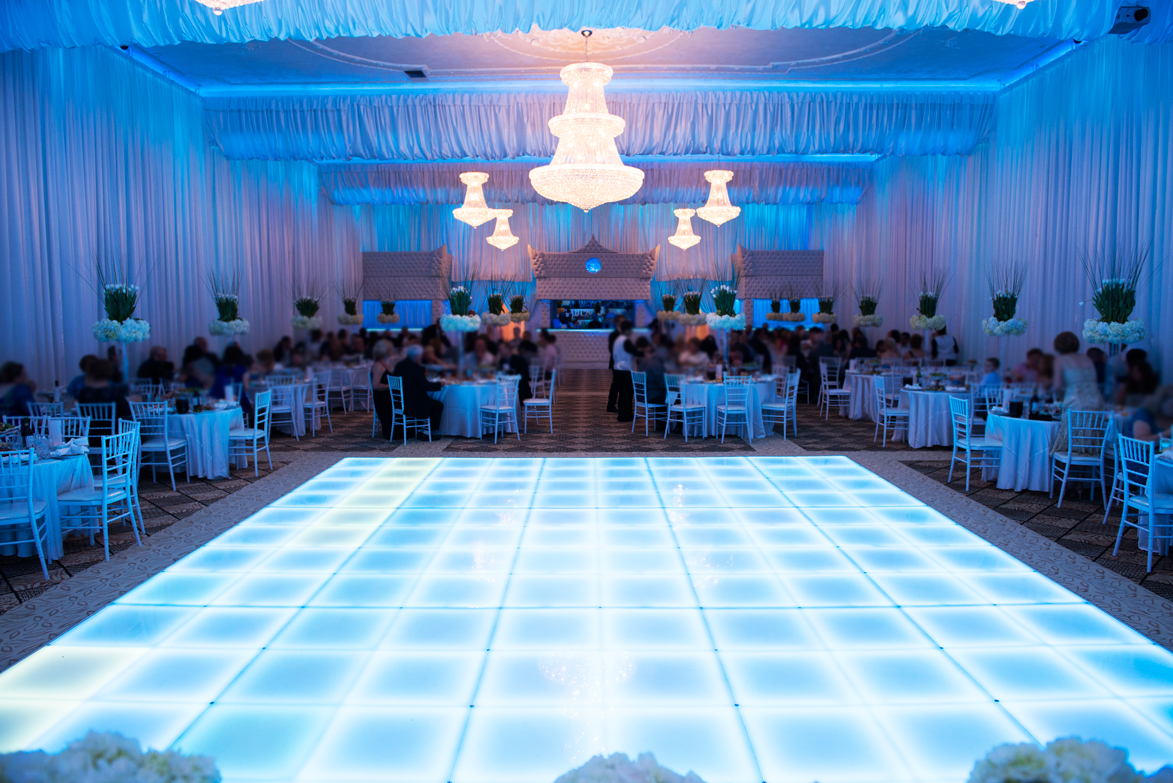
결혼식 피로연이 열리는 호텔 연회장
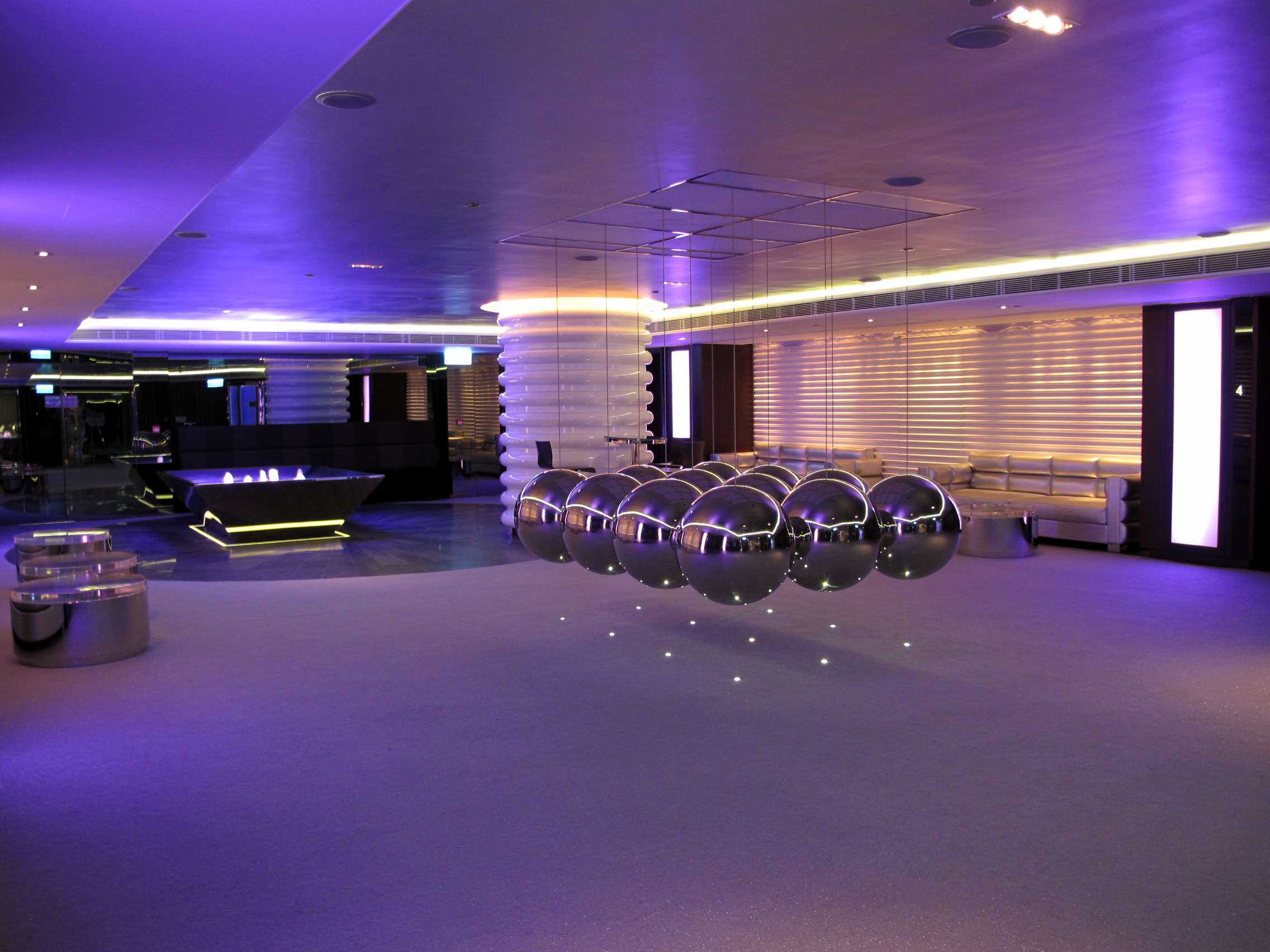
나이트클럽 연회장.
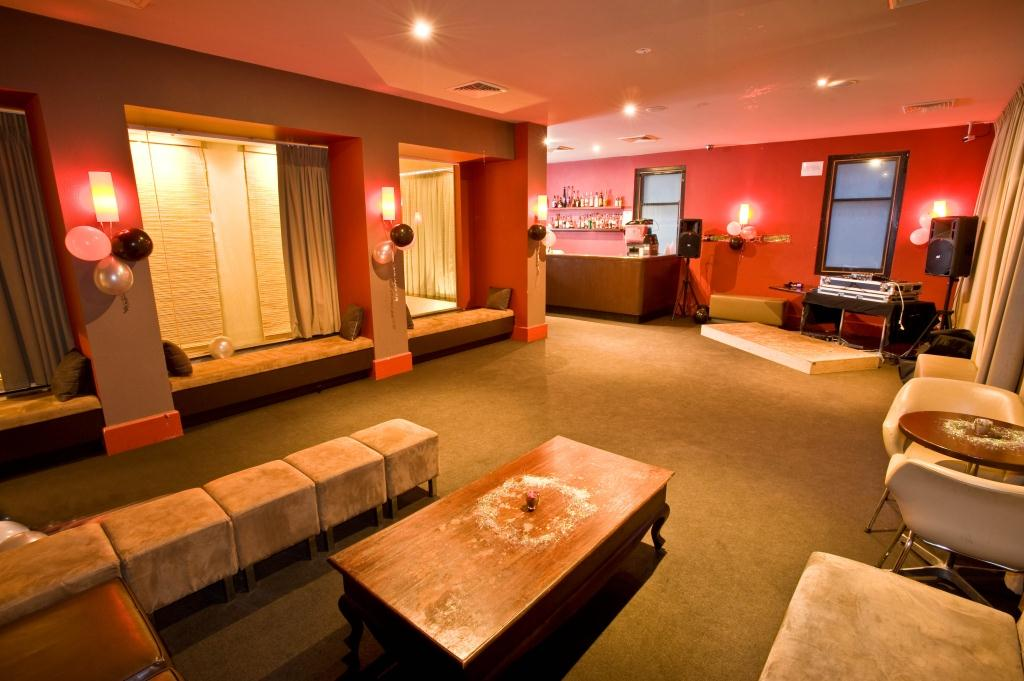
멜버른의 연회장
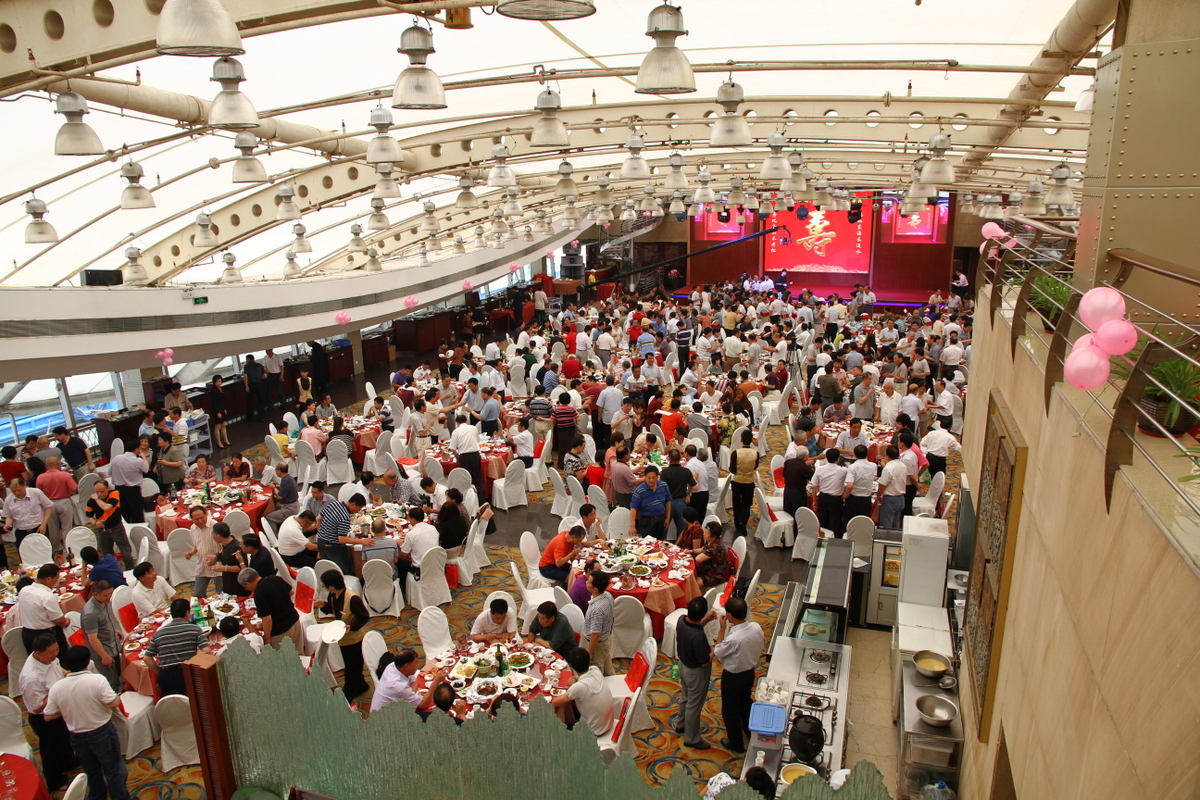
생일파티가 열 중국식 연회장
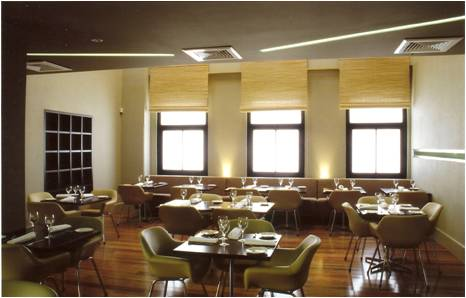
오스트레일리아 브리즈번의 연회장
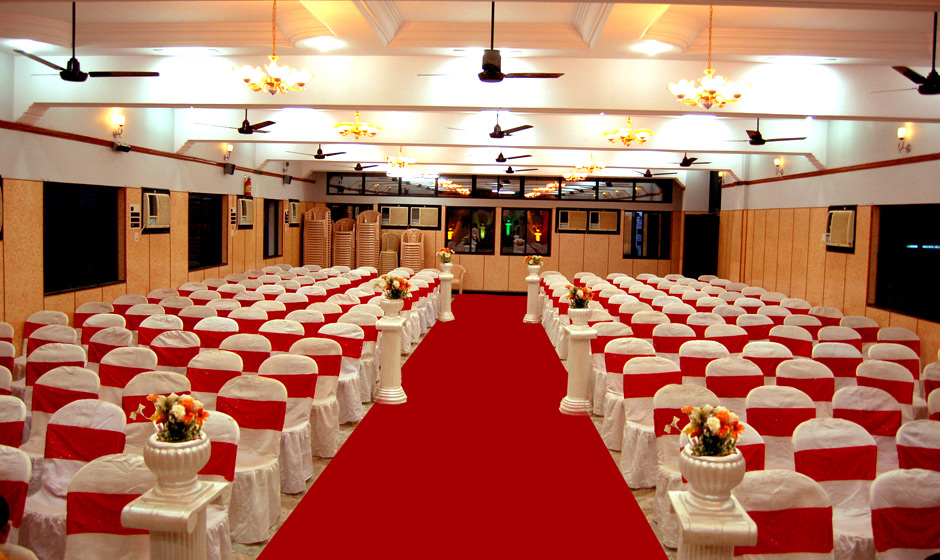
인도의 연회장
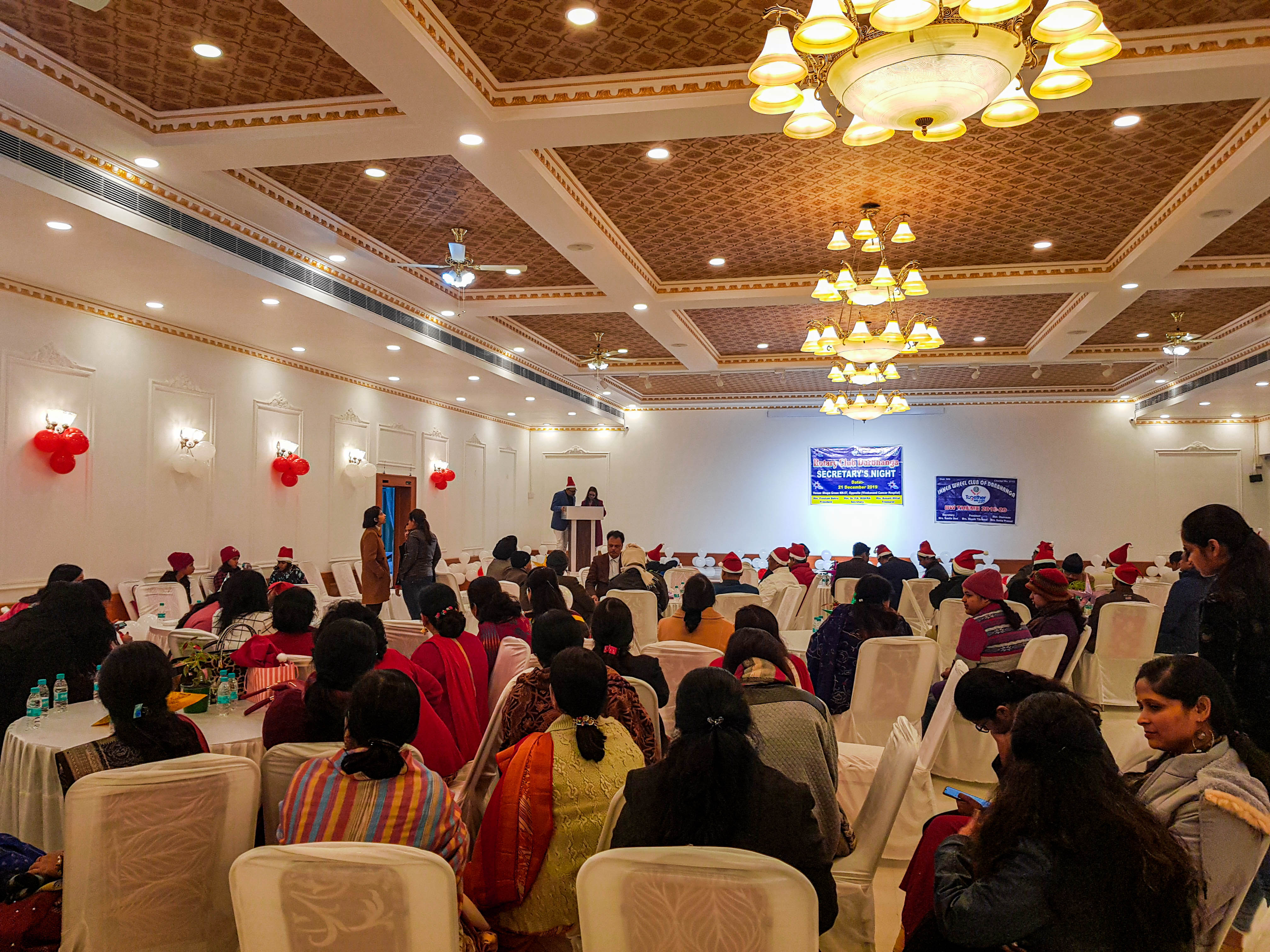
인도 비하르주 다르방가의 연회장